# Famille Salvaing de Boissieu
Pour les articles homonymes, voir Boissieu.
La famille de Salvaing de Boissieu (anciennement Perrin, Perrin-Boissieux et Perrin de Boissieux) est une famille subsistante de la noblesse française originaire de la région de Saint-Marcellin en Dauphiné. Elle a accédé à la noblesse par un titre de baron héréditaire en 1821.
Cette famille a pris au XIXe siècle le nom de la famille de Salvaing de Boissieu à laquelle a appartenu Denys de Salvaing de Boissieu (1600-1683), historien et président de la Chambre des comptes du Dauphiné et avec laquelle elle n'a pas de communauté d'origine. Elle paraît aussi tout à fait distincte d'une famille Boissieu, originaire comme elle de la petite ville de Saint-Marcellin, dont un membre, Pierre-Didier Boissieu, né dans cette ville en 1757, fut député de l'Isère à la Convention, puis au Conseil des Cinq-Cents.

## Histoire
La famille Salvaing de Boissieu parait avoir porté comme nom primitif le nom Perrin, puis les noms Perrin-Boissieux et Perrin de Boissieux,.
Albert Révérend, dans Titres, anoblissements et pairies de la Restauration, 1814-1830 (1901), écrit « Ce n'est que de nos jours que le baron de la Restauration supprima son nom patronymique de « Perrin », et que ses fils lui substituèrent celui de « Salvaing », qu’ils paraissent avoir donné (d’abord comme prénom à leurs enfants) ».
Elle semble originaire des environs de Saint-Marcellin, en Dauphiné, où elle occupe dès le XVIIe siècle un rang honorable dans la haute bourgeoisie de la région,.
Sa filiation suivie remonte à Pierre-Joseph Perrin-Boissieux, du lieu de Villars-Chevrières, qui épouse vers 1715 Marguerite Effantin dont il a Guigues-Antoine Perrin de Boissieux, né en 1716 à Villars-Chevrières, marié à Catherine Delbos, nommé commis aux écritures de la marine à Rochefort qui se fixe dans cette ville et y meurt en 1781. Le fils de ce dernier, Jean-Joseph Perrin de Boisieux, né à Rochefort en 1755, ingénieur en chef des constructions navales, directeur du génie maritime, officier de la Légion d'honneur, chevalier de Saint-Louis, abandonne après la Révolution le nom « Perrin » et est connu dès lors sous les noms « de Boissieu » ou « Boissieux » et « Salvaing de Boissieu ». De son mariage en 1801, Elisabeth Homberg, il a cinq enfants,.
Albert Révérend indique qu'« Il n’y a pas de communauté d’origine entre cette famille et celle du fameux président de Salvaing de Boissieu, aussi dauphinoise, dont le baron, créé en 1821, a adopté les armes ». Gustave Chaix d'Est-Ange ajoute lui que la famille connue de nos jours sous le nom de Salvaing de Boissieu « paraît être tout à fait distincte d'une famille Boissieu, originaire comme elle de la petite ville de Saint-Marcellin, dont un membre, Pierre-Didier Boissieu, né dans cette ville en 1757, fut député de l'Isère à la Convention, puis au Conseil des Cinq-Cents ».

### Membres probables de la même famille
« Joseph Perrin du Villar, André Perrin de Lespine, conseiller du roi auditeur en la Chambre des comptes du Dauphiné, et Alexis Perrin, avocat au Parlement dut Dauphiné, probablement issus de la même souche firent enregistrer leur blason à l'Armorial général de 1696 d'or au chevron de gueules, au chef d'azur chargé de trois étoiles d'or » (Chaix d'Est-Ange).
« On trouve aussi qu'Antoine Perrin de Boissieux, né en 1638 à Yillars-Chevrières, près de Saint-Marcellin, fils de Claude de Boissieux et de Benoite Chabert, marié à Olympe Rodel, et son fils, Claude Perrin de Boissieux, né en 1675, fermier général, directeur des domaines et gabelles d'Alsace, entrepreneur général des fournitures des vivres et équipages, furent simultanément pourvus le 11 avril 1720 de l'office anoblissant de conseiller secrétaire du roi » (Chaix d'Est-Ange).

## Noblesse
Jean-Joseph de Boissieux (1755-1830) reçut le titre de baron héréditaire le « 22 novembre 1821 » par lettres patentes du roi Louis XVIII et fit en même temps régler ses armoiries,.
Régis Valette dans Catalogue de la noblesse française (2002) donne comme principe de noblesse à cette famille le titre de baron accordé sous la Restauration.

## Armes
- d'or à une aigle éployée de sable, becquée, membrée, diadémée de gueules et soutenue d'une rosé tigée et feuillée au naturel, mouvant de la pointe de l'écu; à la bordure d'azur (accordées à Jean-Joseph de Boissieux par règlement d'armories en 1821)[1],[2].

## Filiation
Selon Albert Révérend et Gustave Chaix d'Est-Ange, on peut établir la filiation suivante : 
- Pierre-Joseph Perrin-Boissieux, du Villard-Chevrières en Dauphiné, marié vers 1715 à Marguerite Effantin.
  - Guigues-Antoine Perrin de Boissieux (1716-1781), commis aux écritures de la marine à Rochefort, marié à Catherine Delbos.
    - Jean-Joseph Perrin de Boisieux (1755-1830), ingénieur en chef des constructions navales, directeur du génie maritime, officier de la Légion d'honneur, chevalier de Saint-Louis, titré baron héréditaire par lettres patentes du 22 novembre 1821, marié en 1801 à Elisabeth Homberg d'où cinq enfants dont Louis-Édouard, qui suit.
      - Louis-Édouard de Boissieu, baron de Boissieu, puis baron Salvaing de Boissieu, conseiller auditeur, puis conseiller à la cour d’appel de Paris (1802-1870), marié en 1832 à Amélie Delemon-Le Belin dont une fille et un fils Alexandre-Arthur, qui suit.
        - Alexandre-Arthur Salvaing de Boissieu (1833-1873), baron de Boissieu, écrivain et journaliste légitimiste, marié en 1873 à Isabelle-Caroline-Marie d'Aboville, fille d'Auguste Ernest d'Aboville, dont deux filles et un fils, qui suit.
          - Guy de Salvaing de Boissieu (1871-1954), officier et député « catholique libéral » du Morbihan de 1902 à 1910, marié à Herminie Rouxel de Lescouët d'où postérité subsistante.

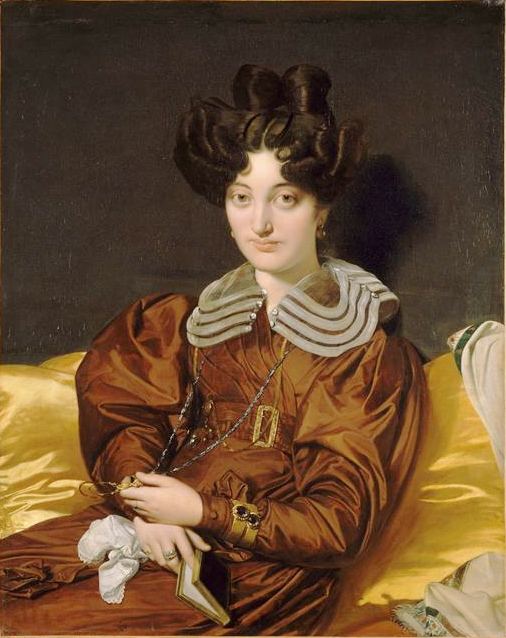
Portrait de Mme Marcotte de Sainte-Marie, née de Boissieux.
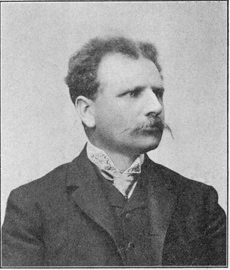
Photographie de Guy de Salvaing de Boissieu.

## Alliances
Les principales alliances de la famille de Salvaing de Boissieu sont : de Pradier d'Agrain, Effantin (vers 1715), Delbos (alias Durand d'Elbos), Homberg (1801), Marcotte de Sainte-Marie (1823), de Bougainville, Delemon-Le Belin (1832), Gouhier de Petiteville (1833), Espivent de la Villesboisnet (18528), de Boissieu (1859), de Béranger (1860), Subtil de Lanterie (1864), de Giroult des Brosses (1865), d'Aboville (1868) Ribard, Girard de Villesaison (1870), de Roffignac (1890), Le Riche de Cheveigné (1890), van Robais (1891), Savary de Beauregard (1891) Chasseloup de Chatillon (1892), Rouxel de Lescouet (1900).